# Hospital da Luz
O Hospital da Luz está localizado no bairro Vila Mariana, na cidade de São Paulo, Brasil.
Entre suas principais especialidades estão Clínica Médica, Pediatria, Ortopedia e Obstetrícia.

## História
O Hospital da Luz foi inaugurado, em 1944, com o nome de Hospital Sul-Americano. Na época, somava 30 leitos e possuía uma moderna estrutura, equiparável à de hospitais de porte maior. 
Além do corpo clínico e do corpo cirúrgico próprios, o hospital era aberto a outros médicos, que podiam internar pacientes em suas dependências. Em 1948, eram realizadas no Sul-Americano cerca de 400 operações por ano. Vale ressaltar que, nesse período, 20% das atividades ambulatoriais e clínicas eram gratuitas. 
Em 1953, no local do hospital, passou a funcionar a Sociedade Hospitalar Regina Coeli Athiê, com 25 leitos. Em 1977, a sociedade deu lugar ao Hospital Amico, que logo se tornou uma referência em tecnologia médica, propiciando atendimento de alta qualidade em uma série de especialidades. 
Após a fusão da Amico com a operadora Dix Saúde, em 2003, o hospital foi totalmente remodelado e modernizado, passando a operar como Complexo Hospitalar Vila Mariana, da Rede Foccus. 
Em 2007, ao ser incorporado à Amilpar, companhia que engloba a Amil e a Dix, passou a ser chamado de Hospital Vila Mariana. Em 2009, operando com 226 leitos distribuídos entre enfermarias e apartamentos, assume o nome de Hospital da Luz.
Atualmente o Hospital da Luz conta com 232 leitos.

## Características
A Unidade de Emergência 24 horas do Hospital da Luz conta com pronto atendimento para situações de baixa complexidade que necessitam de resolução imediata e com pronto-socorro para atendimento de emergência e urgências, até mesmo situações de alta complexidade, atendendo as especialidades de Clínicas Médicas e Cirúrgica, Pediatria e Ortopedia.
A Maternidade dedica-se fundamentalmente ao atendimento de casos de alta complexidade e gestação de alto risco. Para tanto, dispõe de todas as especialidades materno-infantis, pronto-socorro pediátrico, pronto-socorro obstétrico, centro obstétrico, berçário e UTI neonatal.
A Unidade de terapia Química e Imunológica dispõe de consultas na especialidade de oncologia e realiza todos os procedimentos ambulatoriais, como as sessões de quimioterapia e aplicações de medicação relacionada ao sistema imunológico.
A Unidade Cirúrgica do Hospital da Luz conta com centro cirúrgico capacitado opara realizar todas as cirurgias (adulta e infantil), desde aquelas com caráter ambulatorial até as mais complexas e de grande porte. O centro obstétrico é constituído de pré-parto, salas cirúrgicas e sala de atendimento ao recém-nascido.
O hospital conta ainda com cinco unidades avançadas, localizadas nos bairros Vila Mariana e Santo Amaro, e na cidade de Taboão da Serra.

## Galeria

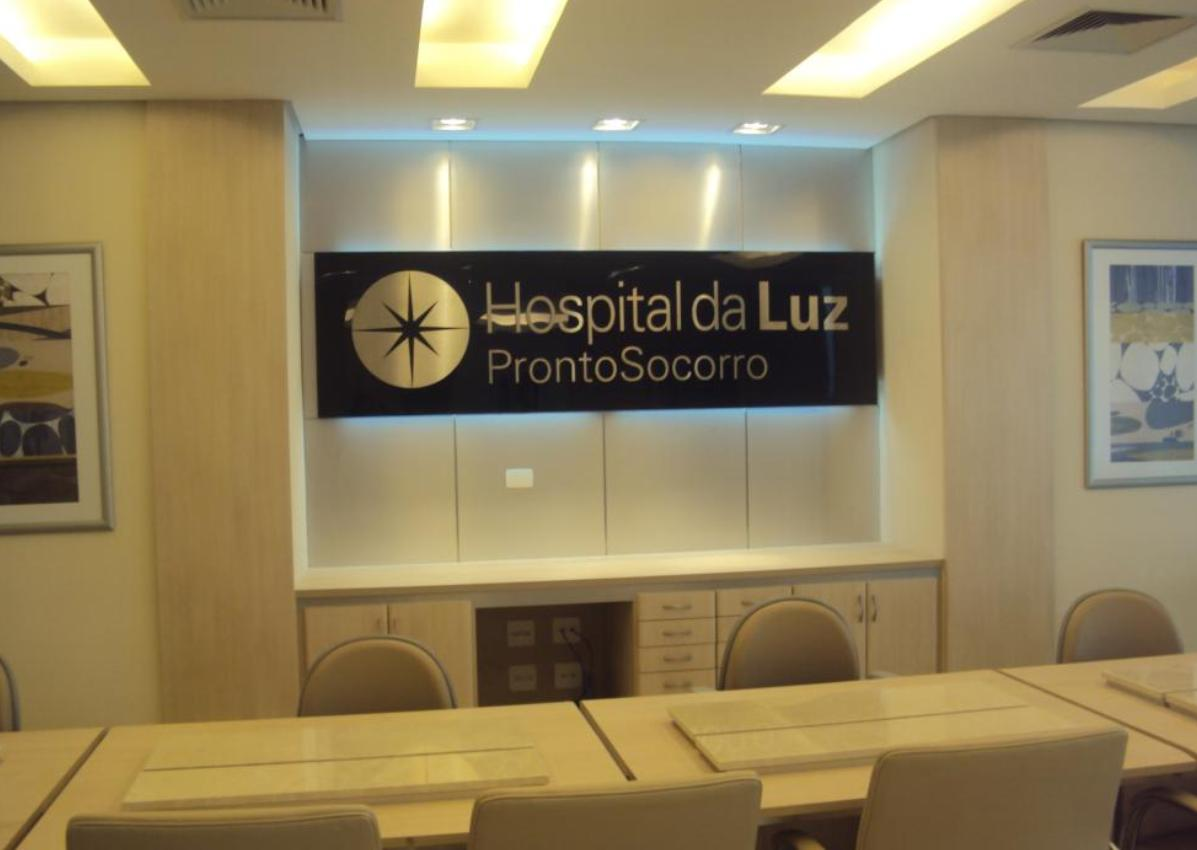
Pronto-Socorro do Hospital da Luz.
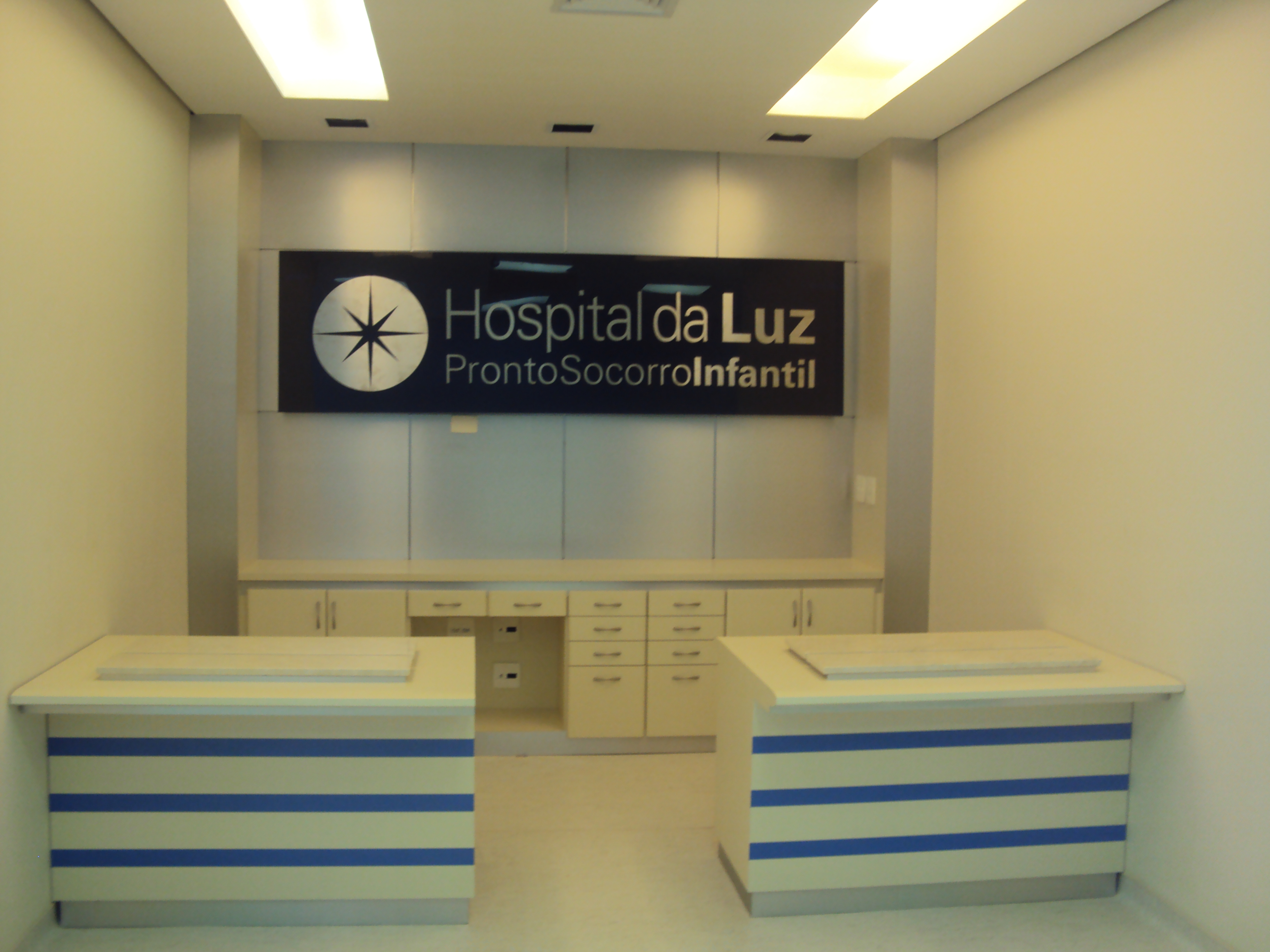
Pronto-Socorro Infantil.
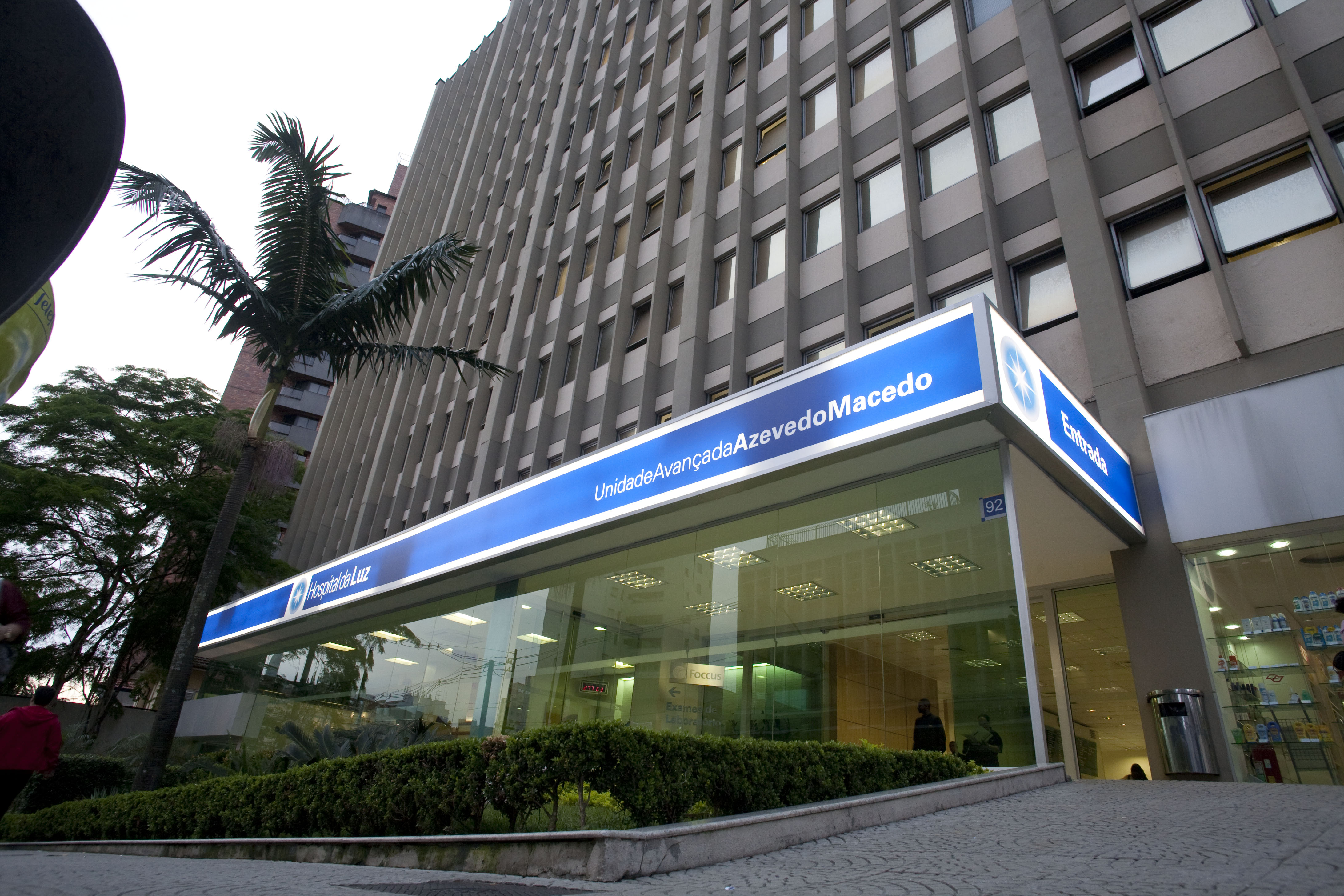
Unidade Avançada Azevedo Macedo.